# Виниловая крыша
Виниловая крыша (англ. Vinyl roof) — это термин, под которым понимается покрытие из винила или сходных материалов на крыше автомобиля либо её части. Первоначально виниловые крыши созданы как имитация кабриолета при сохранении конструкции закрытого кузова с нетрансформируемым верхом, но со временем стали отдельным направлением в автомобильном дизайне. Наибольшую популярность виниловые крыши имели на выпущенных в Детройте американских автомобилях 1970-х годов, став неотъемлемой частью их внешнего оформления, а также в некоторых европейских странах (например, в Великобритании) и Японии, где они применялись в отделке спортивных машин и люксовых седанов.

## История
Первое использование виниловой крыши относится к 1920-м годам, когда кожа, винил и холст использовались как для отделки автомобильных кузовов, напоминавших тогда конные экипажи, так и в качестве структурного материала. Одним из примеров является Ford Model «A» Special Coupe 1928—1929 годов, имевший крышу, полностью покрытую материалом, подобному винилу. Однако в 1930—1940-х годах такие кузова выходят из моды, вытесняемые цельнометаллическими интегрированными в кузов крышами.

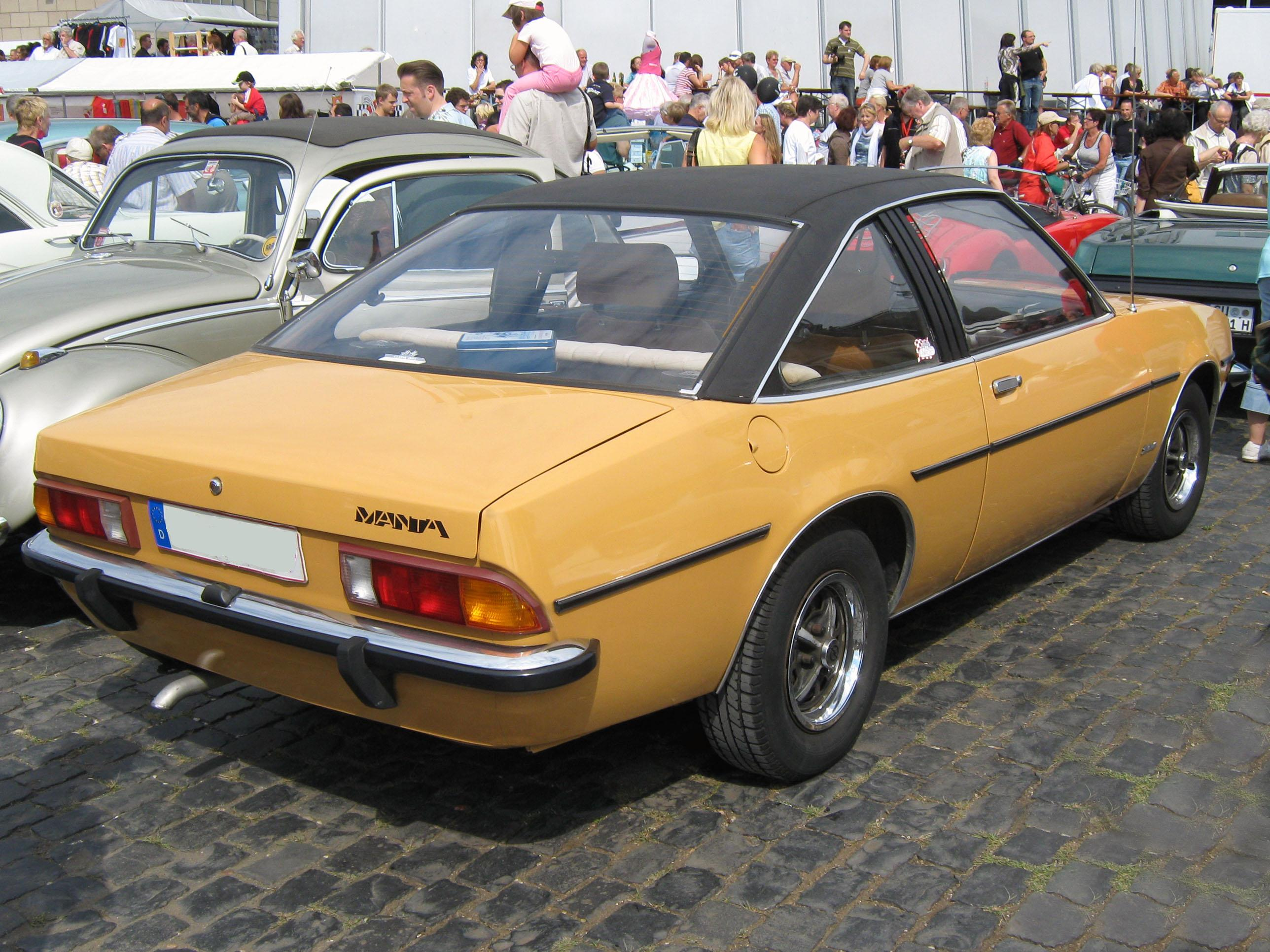
1975 Opel Manta с виниловой крышей

Lincoln использовал съёмные крыши на некоторых своих купе Cosmopolitan в 1950-х, так же, как и фирма Kaiser на седанах Manhattan, хотя используемым материалом являлся холст. В самом конце 1950-х Chrysler выпускает несколько моделей Imperial с виниловым верхом. Тем не менее, первым общепризнанным автомобилем с виниловой крышей считается Cadillac Eldorado Seville 1956 года, имевший верх с виниловым покрытием «Vicodec». Ford с 1962 года предлагал виниловую отделку верха для моделей Thunderbird, которая стала популярной в течение следующих двух десятилетий.
Со временем и другие производители стали предлагать виниловые крыши на своих автомобилях, например, GM в 1962 году добавил на некоторые полноразмерные купе виниловую отделку, а Chrysler — в 1963 году выпустил Dodge Dart с частично покрытым винилом верхом.
Ближе к середине и концу десятилетия винил всё больше распространяется на большинстве классов автомобилей. К 1972 году даже дешёвый Ford Pinto имел вариацию с виниловой крышей.

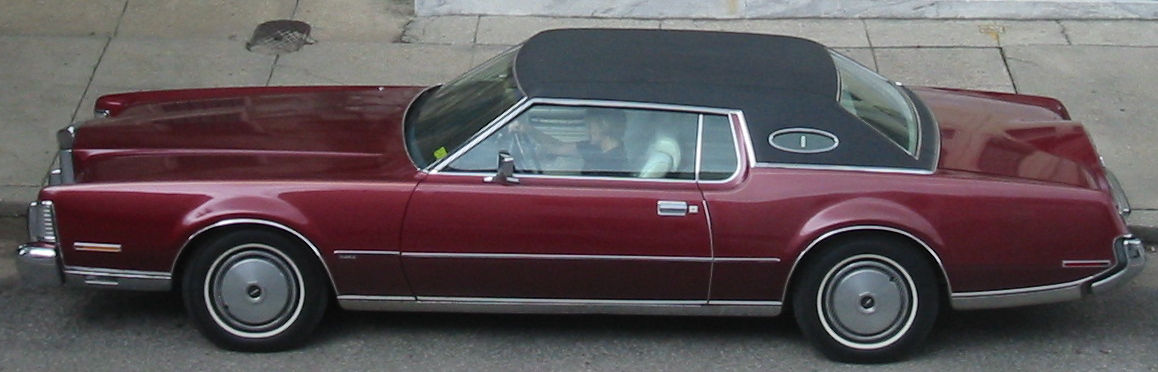
Lincoln Mark IV 1973 года

Примерно в это же время появляются современные окна, которые очень удачно смотрелись с виниловыми крышами и стали настоящими символами американского автомобилестроения 1970-х. В течение этого периода была популярна имитация под кабриолет. Chrysler использовал винил для отделки престижных седанов Hunter и Avenger, Ford устанавливал его на модели Escort, Cortina, Taunuse и Granada в начале 1980-х.
Некоторые европейские и японские производители начали перенимать американский опыт; так, британский Leyland предлагал винил для моделей Wolseley и Leyland Princess, Toyota ставила подобные крыши на седаны Corona в середине 1970-х, также их можно увидеть на Nissan Laurel и Cedric.

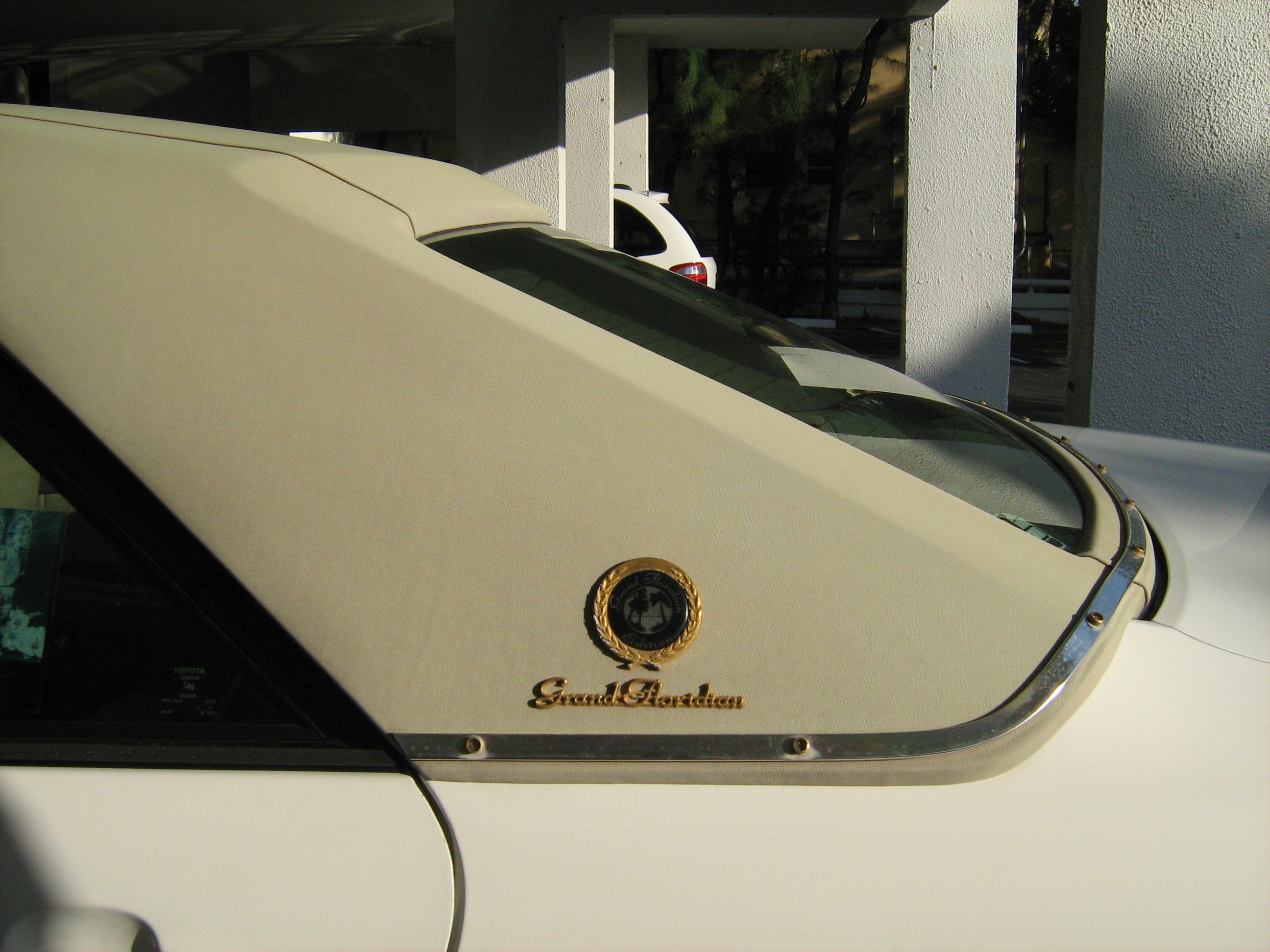
Эмблема «Grand Floridian» на крыше

Виниловые крыши продолжают пользоваться популярностью в 1980-х годах, но к началу 1990-х годов они постепенно выходят из моды. Одной из последних моделей, предлагавшихся до 2002 года, был Lincoln Continental.
В настоящее время виниловые крыши продолжают устанавливаться на катафалки и некоторые лимузины.

## Стили
В 1960—1970-х применялось четыре основных стиля виниловых крыш:
- FULL — полное покрытие крыши, когда винилом покрывается вся верхняя часть машины. Подобный тип почти всегда используется на четырёхдверных автомобилях.

|  |  |  |

- HALO — этот стиль очень похож на вышеназванный, с той лишь разницей, что остаётся небольшой зазор между виниловым и металлическим покрытиями дверей и ветрового стекла.

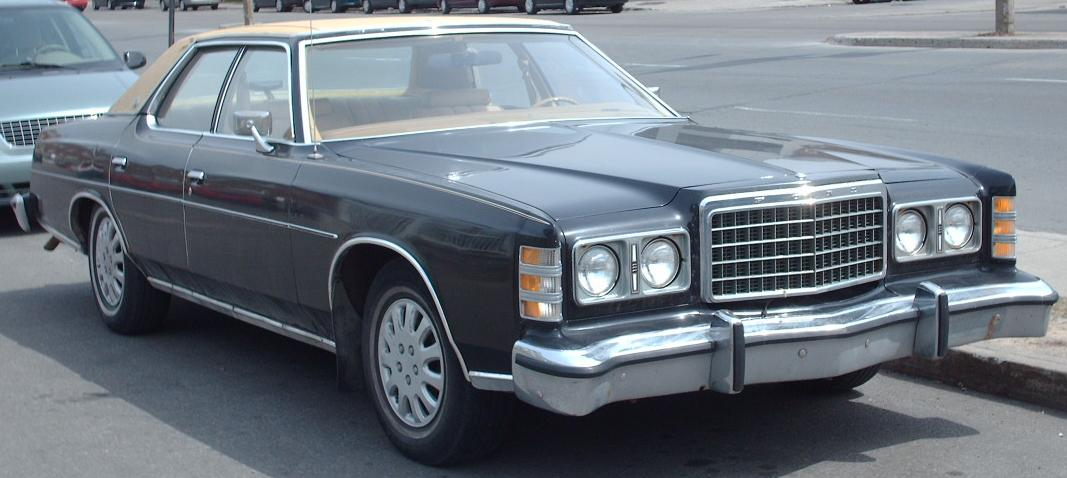
Ford LTD — стиль «Halo»

- CANOPY — в этом стиле винилом покрывается только половина или две трети крыши, а также стойки ветрового стекла, причём покрытие кончается у задней кромки крыши.

|  |  |

- LANDAU — противоположность Canopy, в данном случае покрывается только задняя половина крыши автомобиля.

|  |  |  |

### Уникальные стили
Нижеприведённые стили использовались только одним производителем:
- В конце 1970-х годов Ford на своей модели Thunderbird 1977-79 годов использовал стиль «landau and canopy» представлявший собой покрытие передней и задней частей крыши, разделённые в середине металлической стойкой в стиле тарга.

- Chrysler использовал на некоторых моделях 1970-х годов стиль «up and over», представлявший собой покрытие верхней передней части крыши с зазором в середине в несколько сантиметров до задней части и заднего стекла. Этот стиль никем больше не использовался.

## Проблемы для коллекционеров
Виниловые крыши устанавливались на многие автомобили, выпускавшиеся с 1960-х по 1980-е годы. Виниловые поверхности не имеют столь же долгого срока хранения, как листовый металл. Они подвержены воздействию солнечных лучей, могут треснуть, расколоться или рассыпаться, металл под покрытием ржавеет. Замена винилового покрытия очень дорогостоящая, для некоторых виниловых орнаментов уже невозможно найти замену. Единственным способом поддержания винилового покрытия в надлежащем состоянии является хранение в гараже, в сухом климате.